# Base antarctique Vostok
Pour les articles homonymes, voir Vostok.
La base antarctique Vostok (en russe : ста́нция Восто́к, [ˈstant͡sɨjə vɐˈstok], litt. « station orientale ») est une station de recherche russe (anciennement soviétique) installée en Antarctique depuis 1957 à l'occasion de l'année géophysique internationale, pour l'étude du climat.
C'est la plus isolée des stations de recherche sur le continent Antarctique. Le site a été choisi parce qu'il offre des possibilités de forages profonds.
La base Vostok se situe au-dessus du lac le plus austral du monde, le lac Vostok.

## Histoire
Le 16 décembre 1957, la seconde expédition soviétique en Antarctique (en) établit une station scientifique à Vostok. Celle-ci a fonctionné sans interruption pendant plus de 37 ans. La station a été fermée temporairement en janvier 1994. Aujourd'hui la station est devenue un lieu de coopération internationale utilisé à la fois par les chercheurs russes, américains et français.
En 1996, les scientifiques russes et britanniques découvrirent le plus grand lac sous la glace au monde, le lac Vostok, en dessous de la station scientifique. Le lac Vostok est situé 4 000 mètres en dessous de la calotte glaciaire Antarctique et s'étend sur une surface de 15 690 km2.

## Description
La station est située à une altitude de 3 488 mètres. C'est la station scientifique la plus isolée du continent Antarctique. Une distance de 1 253 kilomètres la sépare du pôle Sud géographique et la côte la plus proche se trouve à 1 260 kilomètres. En hiver, il est impossible de se rendre à la station et ses habitants ne peuvent alors compter sur aucune aide extérieure. Elle dispose d'une piste pour avions à skis, longue de 3900 m.
On y trouve deux monuments historiques de l'Antarctique : le tracteur lourd ATT-11 qui a participé à la première expédition vers le pôle Sud magnétique et le bâtiment de forage nommé Boris Kudryashov construit en 1983.
Des études scientifiques dans les domaines de la géophysique, de la climatologie et de la médecine y sont effectuées. La station abrite en temps normal 25 scientifiques en été et 13 en hiver.

## Climat
La base Vostok détient le record de la plus basse température enregistrée sur Terre, mesurée in situ à −89,2 °C le 21 juillet 1983 et la station est connue comme étant le pôle du froid de l'hémisphère Sud. Mais les scientifiques estimaient que la température de l'air pouvait encore descendre plus bas en des points plus élevés de la calotte glaciaire Antarctique, puisque la température décroît avec l'altitude. Cela a été confirmé avec une température de −93,2 °C mesurée près de Dôme Argus le 10 août 2010 par télédétection du satellite Landsat 8,, et même -98 °C dans de petites poches en haut de l’inlandsis, des records qui ne peuvent cependant pas être homologués puisque non mesurés sur place.
Durant la longue nuit polaire, la température moyenne de l'air est de −65 °C tandis que durant le bref été elle est de −30 °C. La température la plus chaude enregistrée à Vostok est égale à −12,2 °C (11 janvier 2002). La température mensuelle la plus basse a été enregistrée en août 1987 avec −75,4 °C. Vostok a un climat de type EF (polaire d'inlandsis). La température moyenne annuelle est de −54,1 °C.
| Mois                              | jan.  | fév.  | mars  | avril | mai   | juin  | jui.  | août  | sep.  | oct.  | nov.  | déc.  | année |
| --------------------------------- | ----- | ----- | ----- | ----- | ----- | ----- | ----- | ----- | ----- | ----- | ----- | ----- | ----- |
| Température minimale moyenne (°C) | −36,8 | −49,8 | −61,9 | −66,4 | −68,9 | −68,6 | −69,9 | −70,8 | −69,8 | −63,9 | −48,4 | −36,6 | −58,2 |
| Température moyenne (°C)          | −32,4 | −44,6 | −58   | −63,4 | −66   | −65,4 | −66,7 | −67,7 | −65,8 | −58   | −43,1 | −32,2 | −54,1 |
| Température maximale moyenne (°C) | −28   | −39,4 | −54   | −60,4 | −63   | −62,1 | −63,5 | −64,5 | −61,8 | −52,1 | −37,8 | −27,6 | −49,9 |
| Record de froid (°C)              | −52,1 | −64   | −75,3 | −80,3 | −81,2 | −83,1 | −89,2 | −85,3 | −85,5 | −76   | −62,5 | −48   | −89,2 |
| Record de chaleur (°C)            | −12,2 | −21   | −17,7 | −33   | −41,5 | −40   | −34   | −36   | −35,1 | −33,5 | −23,8 | −14   | −12,2 |
| Précipitations (mm)               | 0,2   | 0,4   | 1     | 1     | 2     | 1     | 2     | 2     | 3     | 1     | 0,4   | 0,6   | 14,6  |

Mais d'autres facteurs que la température y mettent à rude épreuve l'organisme humain :
- la sécheresse extrême de l'air ;
- un vent dont la vitesse moyenne est égale à 5 m/s (18 km/h) mais pouvant atteindre parfois 27 m/s (97 km/h) ;
- le manque d'oxygène lié à l'altitude (3 844 mètres). Du fait que la densité d'oxygène décroît lorsqu'on s'approche des pôles, la densité d'oxygène à Vostok est comparable à la densité d'oxygène à une altitude de 5 000 mètres à une latitude plus tempérée ;
- une pression partielle des gaz différente de celle à laquelle l'homme est ordinairement habitué ;
- une plus forte ionisation de l'air ;
- un déficit de l'air en CO2 qui provoque des troubles au niveau des mécanismes de la respiration ;
- une nuit polaire qui dure trois mois de l'année.

Le temps d'adaptation de l'organisme à des conditions aussi extrêmes peut durer d'une semaine à deux mois et s'accompagne de maux de tête, d'une sensation de suffocation, de douleurs aux oreilles, de saignements de nez, de hausses brusques de la pression artérielle, d'une perte de sommeil, d'une perte de l'appétit, de vomissements et d'une perte de poids de 3 à 5 kg.

## Forage de la calotte glaciaire

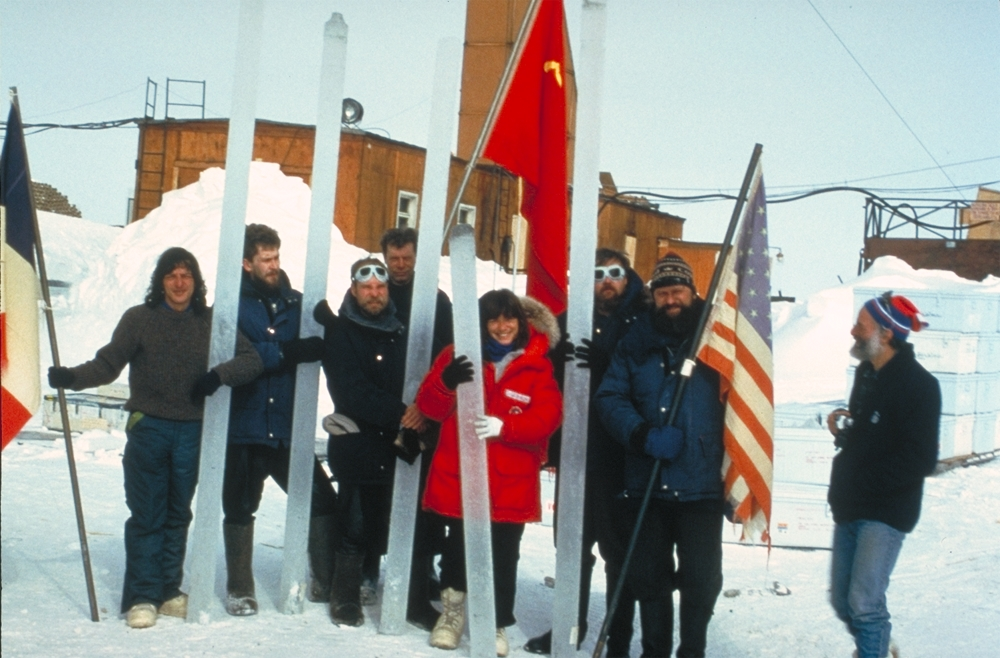
Scientifiques tenant des carottes de glace devant la station.

Évolutions de la concentration en CO_{2} atmosphérique et des températures, données de Vostok complétées par EPICA.

Dans les années 1970, l'Union soviétique effectua à Vostok une série de forages à une profondeur comprise entre 500 et 952 mètres. Ces forages avaient pour but d'étudier la teneur en oxygène isotopique de l'eau composant les calottes et permirent de montrer que ces calottes contenaient de la glace datant de la dernière glaciation à une profondeur supérieure à 400 mètres. Ensuite trois autres forages furent effectués. Le trou 3G atteignit une profondeur finale de 2 202 mètres en 1984, le trou 4G atteignit une profondeur finale de 2 546 mètres en 1990 et enfin le trou 5G atteignit la profondeur de 2 755 mètres en 1993. Après une brève interruption durant l'hiver 1995 le forage du trou 5G reprit et en 1996 il fut stoppé à une profondeur de 3 623 mètres à la demande de la communauté scientifique sur la recherche en Antarctique qui exprimait son inquiétude d'une possible contamination des eaux du lac Vostok. L'étude de la carotte glaciaire extraite grâce à ce forage permit de connaître le climat passé sur une période longue de 420 000 ans. Pendant longtemps ce fut la seule carotte glaciaire dont les données couvraient plusieurs cycles glaciaires. Mais en 2004 la carotte glaciaire de l'EPICA permit de connaître le climat passé sur une période de temps encore plus longue. En 2003 le forage put reprendre mais fut stoppé à une distance estimée de seulement 130 mètres des eaux du lac Vostok.
Bien que le forage de Vostok atteigne une profondeur de 3 623 mètres, l'extrémité finale de la carotte ne contient plus d'informations relatives au climat passé car il s'agit de glace provenant du regel des eaux du lac Vostok. En fait seuls les 3 310 premiers mètres de la calotte glaciaire contiennent des informations exploitables pour la connaissance du paléoclimat.
Le forage, repris en janvier 2012, atteignit le lac Vostok le 5 février 2012.

## Source
- (en) Cet article est partiellement ou en totalité issu de l’article de Wikipédia en anglais intitulé « Vostok Station » (voir la liste des auteurs).